# Dunakiliti
Dunakiliti (em eslovaco: Klity; croata: Kliće; alemão: Frauendorf) é um município da Hungria, situado no condado de Győr-Moson-Sopron. Tem 33,63 km² de área e sua população em 2015 foi estimada em 1.867 habitantes.